# T-26
T-26 a fost un tanc ușor sovietic folosit în numeroase războaie interbelice și în timpul celui de-al Doilea Război Mondial. A fost proiectat ca tanc de sprijin pentru infanterie, fiind o variantă a carului de luptă britanic Vickers de 6 tone. T-26 este considerat a fi unul dintre cele mai de succes modele de tancuri ale anilor 1930, fiind construit în peste 11.000 de exemplare. Uniunea Sovietică a proiectat peste 53 de variante ale acestui tanc, șasiul fiind folosit și pentru construcția altor vehicule de luptă. Douăzeci și trei de variante ale acestui tanc au ajuns să fie fabricate în serie.
T-26 a fost folosit pe scară largă de către armatele Spaniei, Chinei și Turciei. În plus, exemplare capturate au fost folosite și de către armatele Finlandei, Germaniei naziste, României sau Ungariei. Deși era aproape depășit la începutul celui de-al Doilea Război Mondial, T-26 a fost cel mai însemnat tanc din timpul Războiului Civil Spaniol și a jucat un rol foarte important în timpul conflictelor de graniță dintre Japonia și Uniunea Sovietică, precum și în timpul Războiului de Iarnă. T-26 era cel mai numeros tanc din Armata Roșie la începutul Operațiunii Barbarossa (22 iunie 1941). Câteva încă mai erau în inventarul armatelor sovietice în luna august a anului 1945, în timpul Bătăliei pentru Manciuria.
T-26 a fost un tanc fiabil, ușor de întreținut, modelul fiind îmbunătățit încontinuu între anii 1931 și 1941. Cu toate acestea, după anul 1940 nu a mai fost dezvoltat nici un model nou, tancul fiind depășit.

## Vehicule blindate construite pe baza lui T-26
O foarte mare varietate de vehicule blindate a fost creată în jurul anilor 1930 pe baza șasiului de T-26. Printre acestea se regăsesc KhT-26, KhT-130 și KhT-133A (tancuri lansatoare de flăcări), tractoare de artilerie (T-26T), TT-26 și TU-26, vehicule controlate de la distanță, tunuri autopropulsate model SU-5. Majoritatea acestora au fost proiectate de inginerii sovietici P.N. Syachentov, S.A. Ginzburg, L.S. Troyanov, N.V. Tseits, B.A. Andryhevich și M.P. Zigel. Pe tancurile T-26 se atașau adesea dragoare de deminare în timpul celui de-al Doilea Război Mondial.